# 독포트
독포트(DockPort, 원 코드명: Lightning Bolt, 라이트닝 볼트)는 디스플레이포트의 비디오 및 오디오 신호 외에도 USB 3.0 및 DC 전원을 추가하는 이전 버전과 호환되는 디스플레이포트 확장이다. VESA에 의해 표준화된 이 네 가지 인터페이스 기능을 하나의 커넥터에 결합한 최초의 로열티 없는 업계 표준이다. 독포트는 노트북 및 기타 모바일 장치용 도킹 인터페이스로 사용하기 위해 선더볼트의 저렴한 대안으로 VESA의 두 회원사인 AMD와 텍사스 인스트루먼트에서 개발되었다.
텍사스 인스트루먼트 HD3SS2521은 표준 디스플레이포트 케이블을 통해 전원과 함께 디스플레이포트 및 USB 3.0 신호를 라우팅하는 독포트 컨트롤러이다. 2013년에 공개되었으며 최종 독포트 표준의 기초로 사용되었다. 예를 들어 도킹은 오디오 및 전체 대역폭 기가비트 이더넷과 함께 다중 디스플레이(디스플레이포트, HDMI, DVI 또는 D-Sub를 통해), 슈퍼스피드 USB 허브에 대한 MST 허브 구현을 제공할 수 있다.